# Samy Molcho

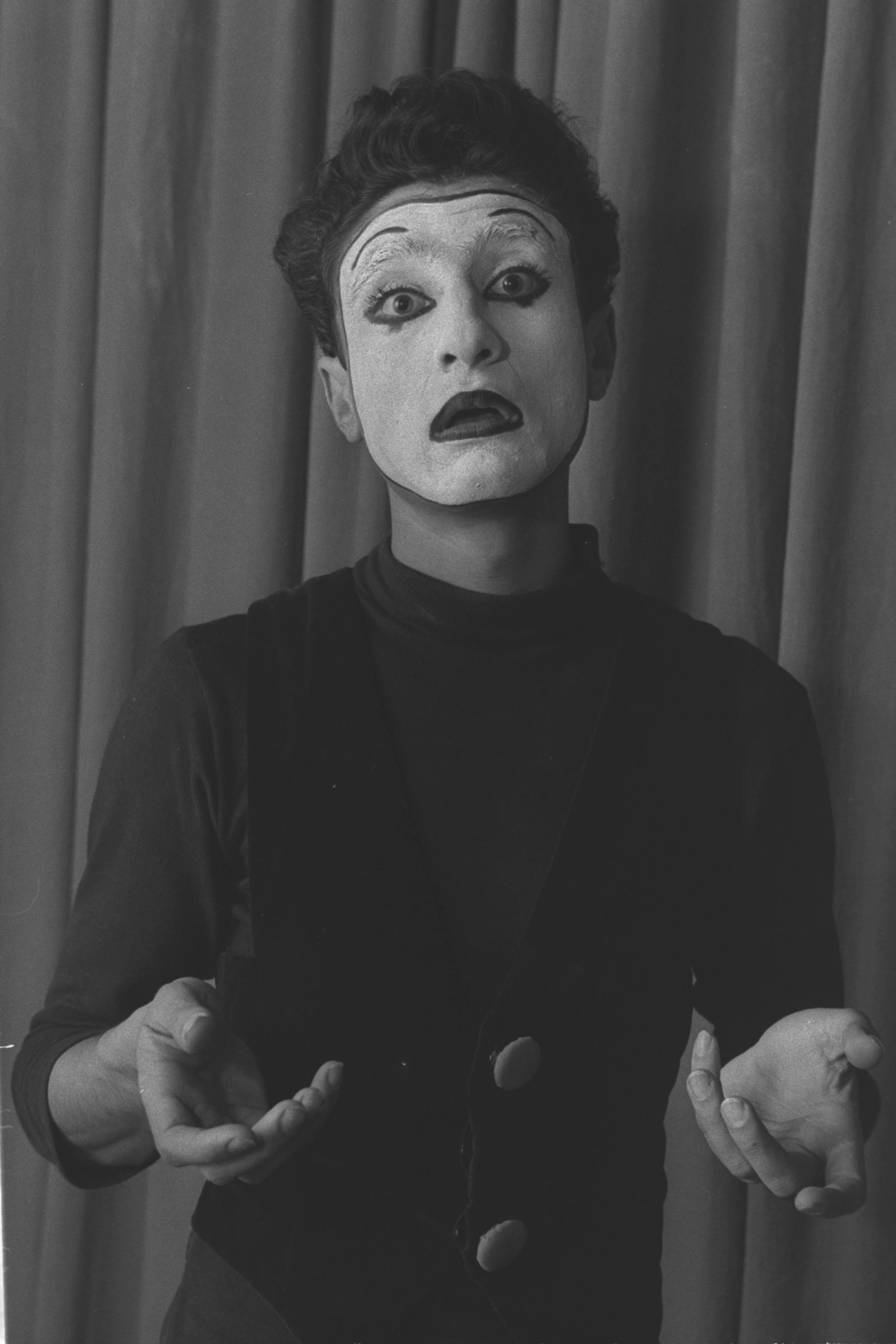
Samy Molcho în 1960

Samy Molcho (n. 24 mai 1936, Tel Aviv) este un pantomim, dansator și regizor israelian și austriac. A fost unul dintre cei mai cunoscuți pantomimi din secolul al 20-lea și s-a facut cunoscut și ca regizor, îndeosebi de muzicaluri. Până în 2004  a fost profesor de limbajul trupului la Conservatorul din Viena și la Seminarul Max Reinhardt.

## Biografie
Pînă în 2004, Molcho a fost profesor la Universitatea pentru Muzică și Artă Dramatică din Viena, la seminarul „Max Reinhardt”. Este autorul unor cărți despre mimică, gesturi și comunicarea interumană, traduse în douăsprezece limbi. A mai publicat cursuri pe discuri DVD.
Samy Molcho și-a făcut debutul pe scenă la vîrsta de zece ani. În Israel a studiat dansul clasic, variante moderne ale dansului și tehnicile pantomimei. După un studiu de actorie, a fost dansator din 1952 la teatrul municipal din Ierusalim, din 1956 a fost dansator solist. Spectacole de pantomimă a început să dea din 1960.
Din 1970, s-a dedicat intens activității didactice și în anul 1977 a deschis prima școală de pantomimă, la Viena. 
Din 1980, Molcho organizează seminare frecventate îndeosebi de manageri, oameni de afaceri, politiceni și medici, cursurile fiind de relevanță managerial-antreprenorială.
Între 1987 și 2008 a fost decorat cu distincțiile de argint și aur pentru merite ale landului Viena, distincția de argint pentru merite a republicii Austria, calitatea de membru în „German Speakers Hall of Fame”.
Artistul este căsătorit din 1978 cu Haya Heinrich, cu care are patru fii. Deține cetățenia austriacă. Conform celor declarate de artist însuși în interviuri date unor posturi de televiziune austriece și germane, Molcho are atît origine sefardă (din Grecia), cît și așkenază.